# Wołkostawiec
Wołkostawiec (biał. Ваўкаставец, Waukastawiec) – wieś na Białorusi w rejonie kamienieckim obwodu brzeskiego. Miejscowość wchodzi w skład sielsowietu Wierzchowice.
Do 11 grudnia 2012 miejscowość należała do sielsowietu Kalenkowicze.
Wieś królewska ekonomii brzeskiej położona była w końcu XVIII wieku w powiecie brzeskolitewskim województwa brzeskolitewskiego. W 1899 roku miejscowość wchodziła w skład parafii w Werstoku.